# Giao lộ Hobeop
Giao lộ Hobeop (Tiếng Hàn: 호법 분기점, 호법JC), còn được gọi là Hobeop JC, là giao lộ của Đường cao tốc Jungbu và Đường cao tốc Yeongdong nằm ở Anpyeong-ri, Hobeop-myeon, Icheon-si, Gyeonggi-do. Nó mới được thành lập vào ngày 3 tháng 12 năm 1987, khi nút giao thông Hail IC ~ Nami JC của Đường cao tốc Jungbu được khai trương.

## Lịch sử
- 3 tháng 12 năm 1987: Hoạt động kinh doanh bắt đầu sau khi khai trương đoạn Nami ~ Hail của Đường cao tốc Jungbu[1]
- 12 tháng 6 năm 1989: Do công trình mở rộng làn đường trên đường cao tốc Yeongdong tại ngã ba, đoạn đường dài 2,05 km từ Anpyeong-ri đến Yusan-ri, Hobeop-myeon, Icheon-gun, Kyunggi-do đã được thay đổi[2]

## Thông tin cấu trúc
- Vị trí: Anpyeong-ri, Hobeop-myeon, Icheon-si, Gyeonggi-do.
- Nó là loại cỏ ba lá và đoạn đường vào Đường cao tốc Yeongdong có hình tròn.

## Kết nối các tuyến đường

### Hướng điCheongju・Hanam
- Đường cao tốc Jungbu (Số 36)

### Hướng điSeoul・Gangneung
- Đường cao tốc Yeongdong (Số 21)

## Hình ảnh

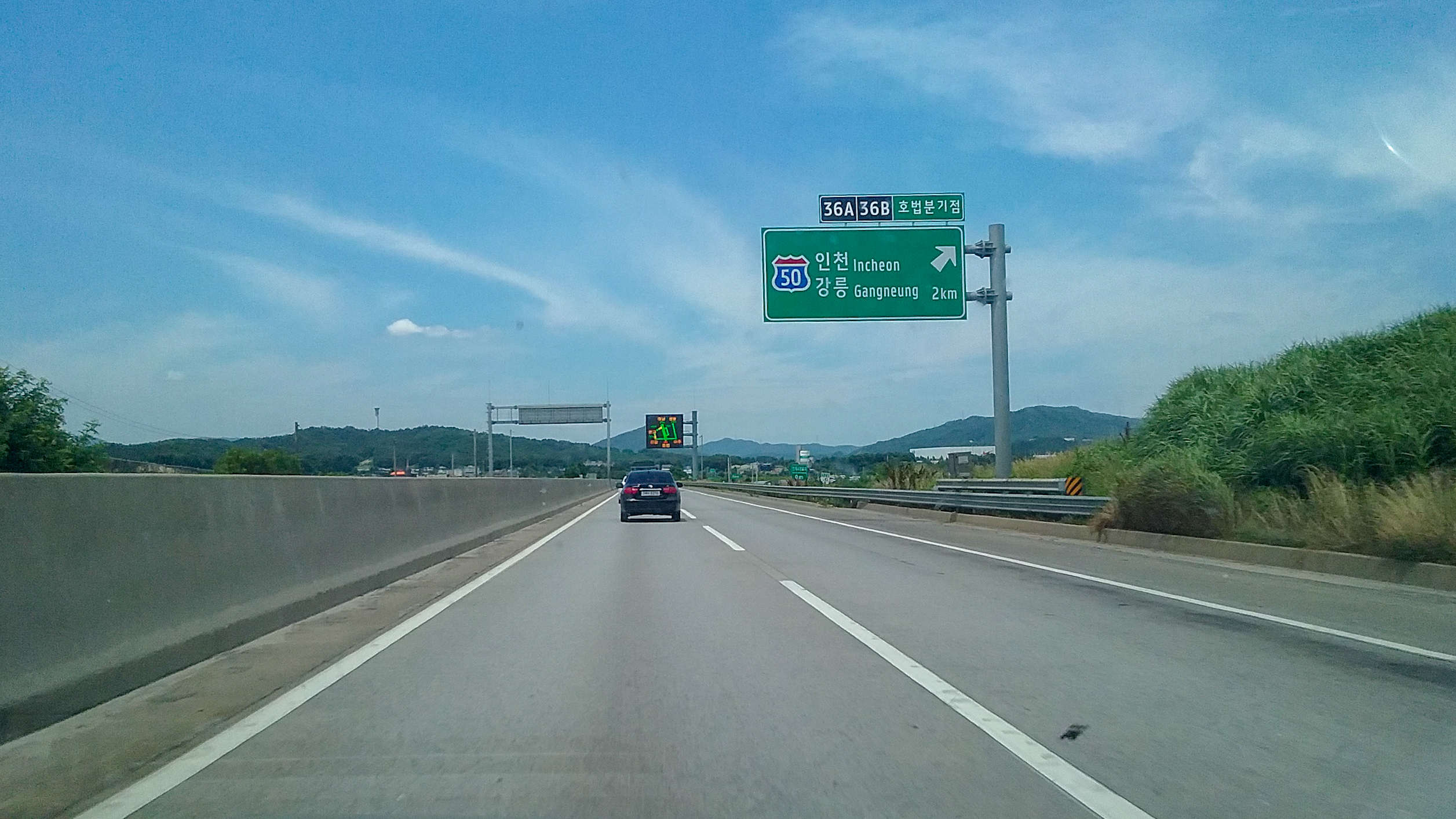
Biển báo đường cao tốc Jungbu 2 km (hướng lên)
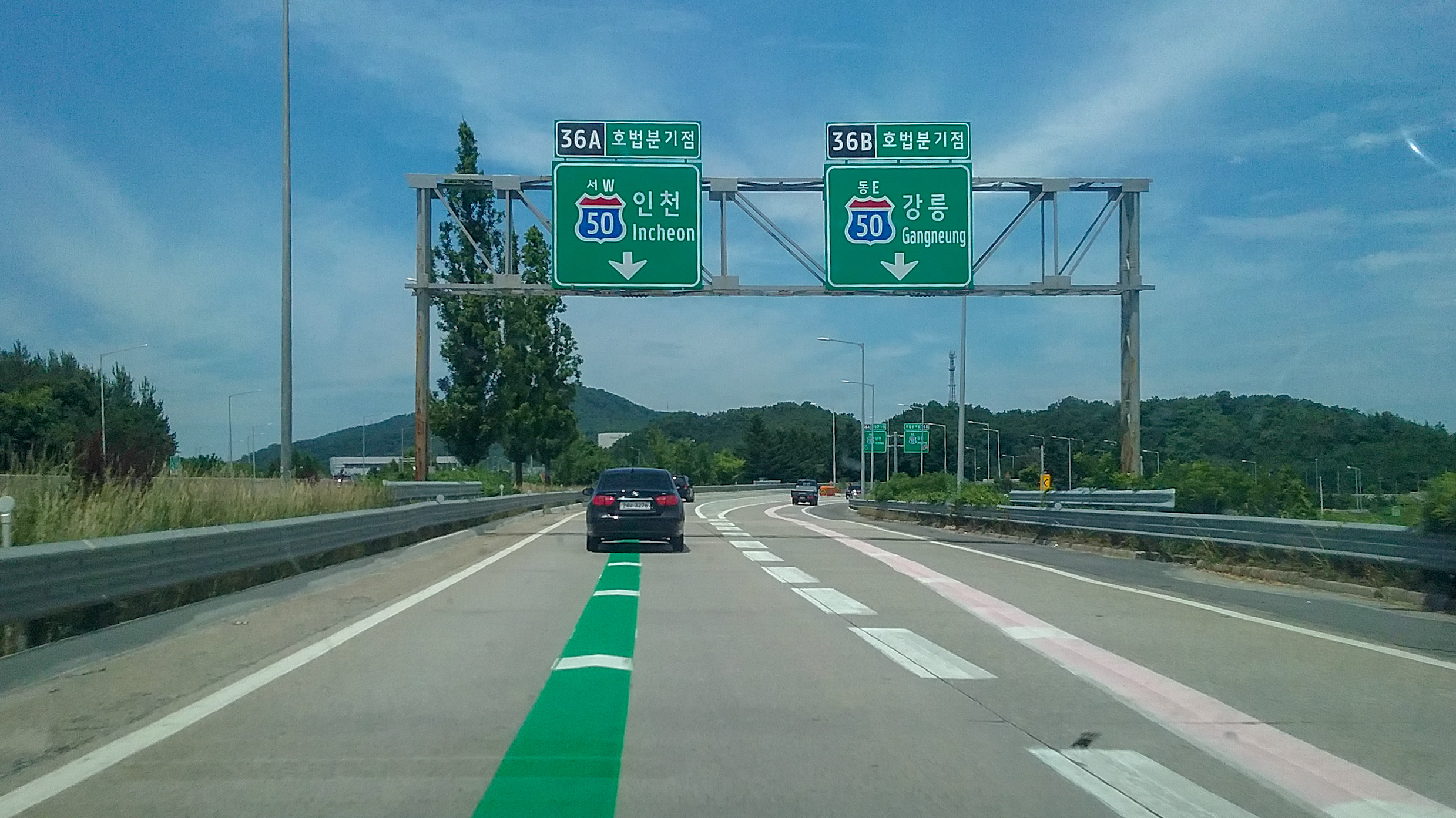
Biển báo đoạn đường nối đường cao tốc Jungbu (hướng lên)
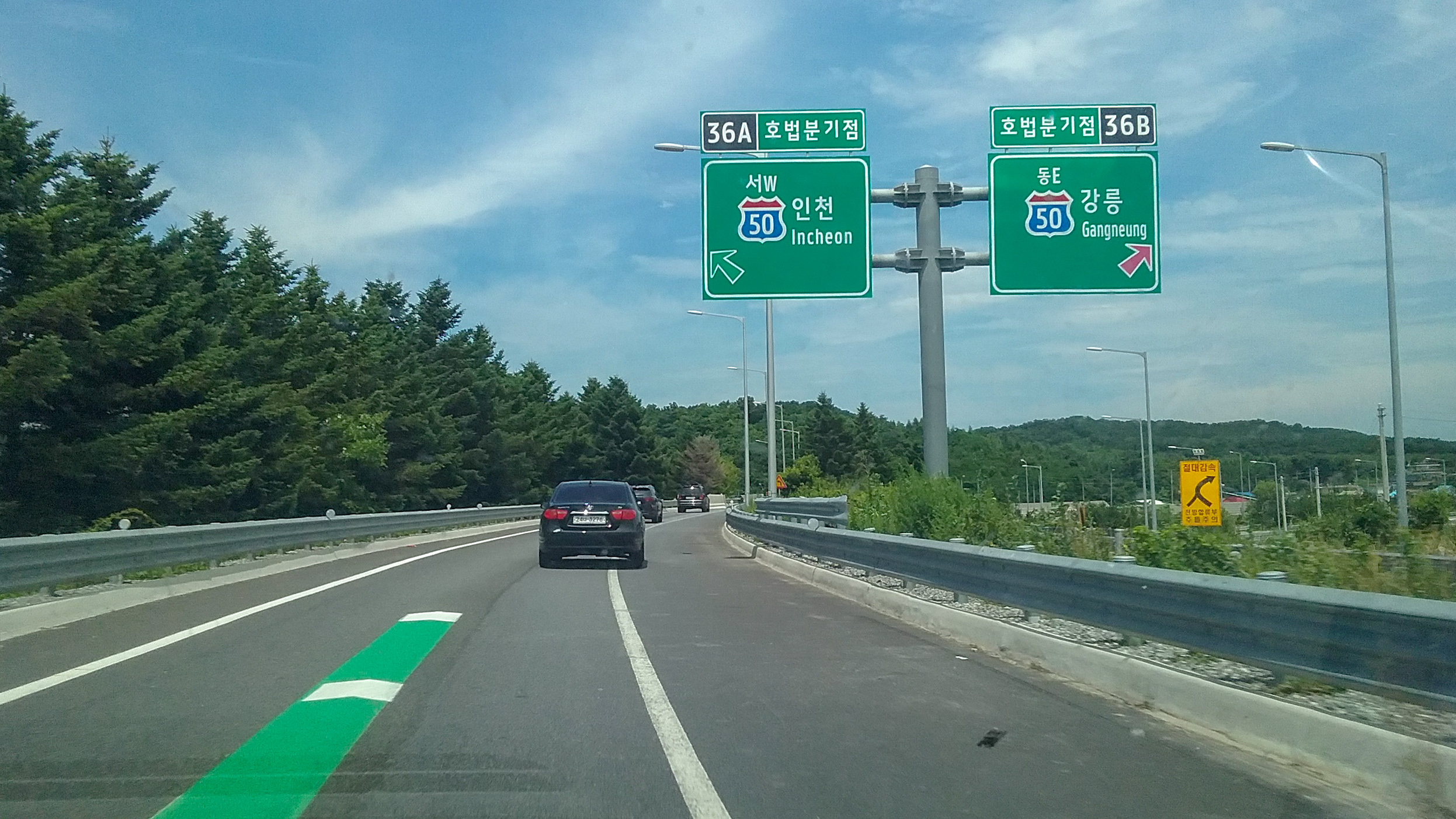
Biển báo nhánh đường cao tốc Jungbu (hướng lên)
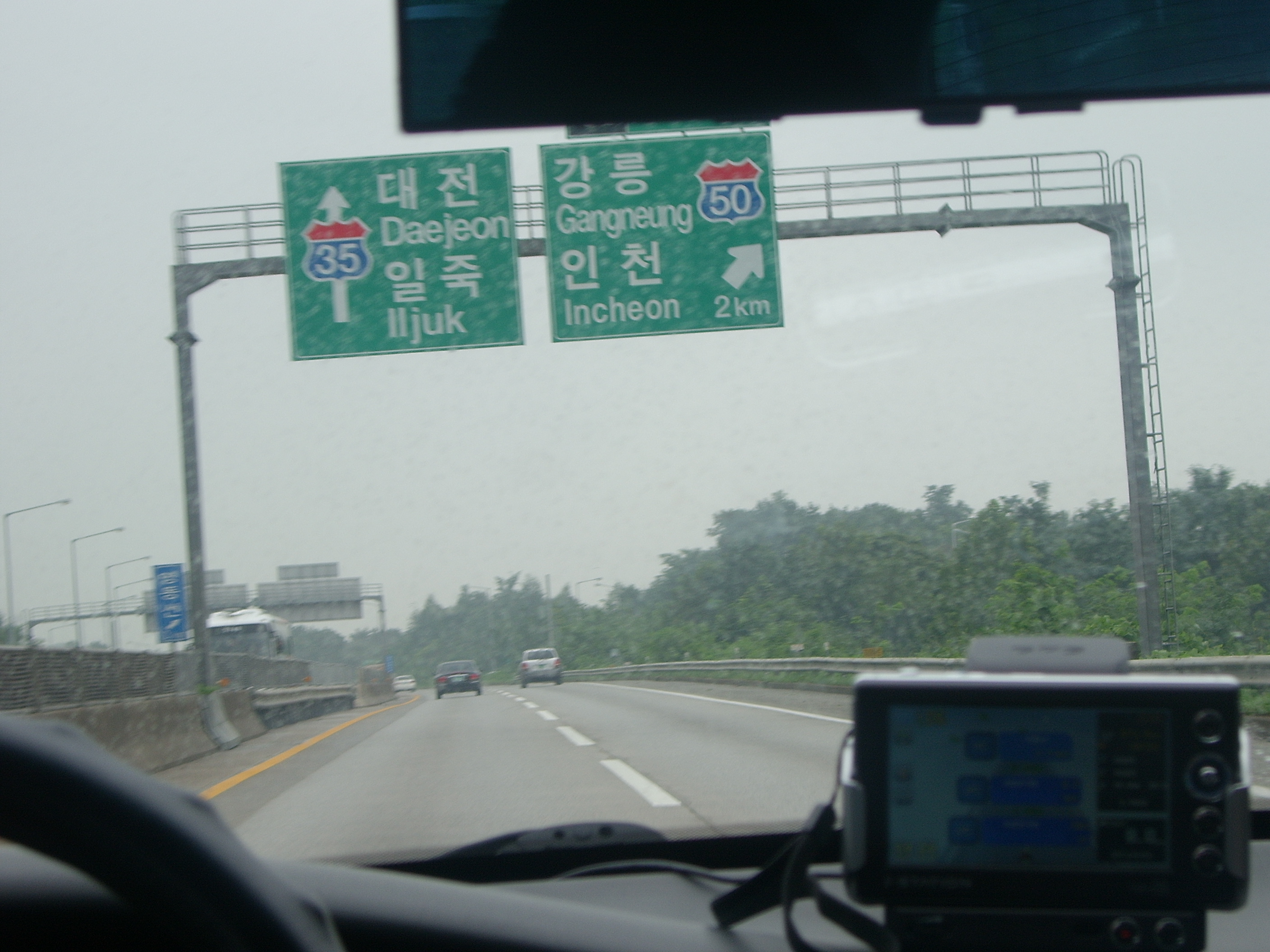
Biển báo đường cao tốc Jungbu 2 km (hướng xuống)
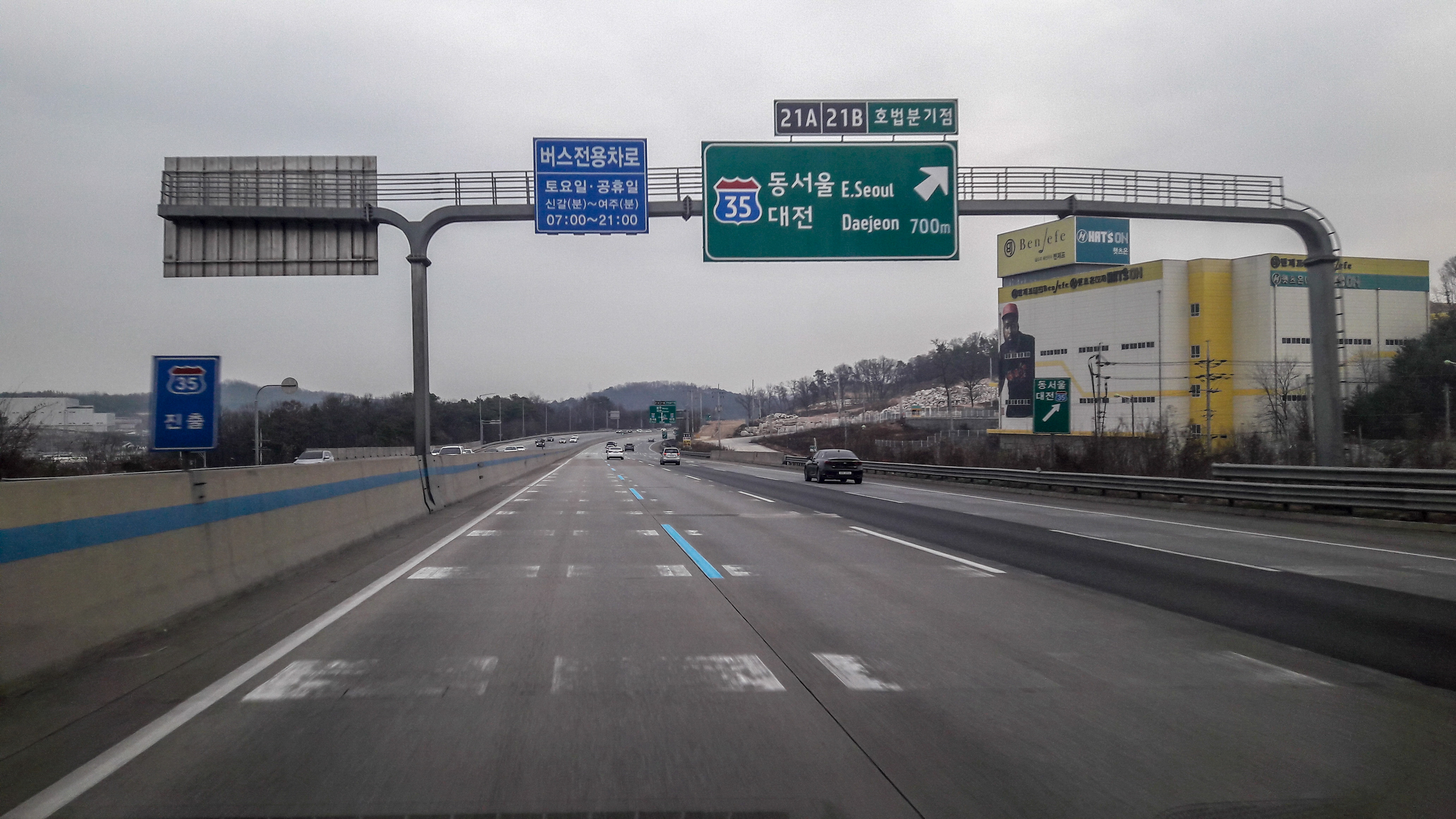
Biển báo đường cao tốc Yeongdong 700m (hướng xuống)
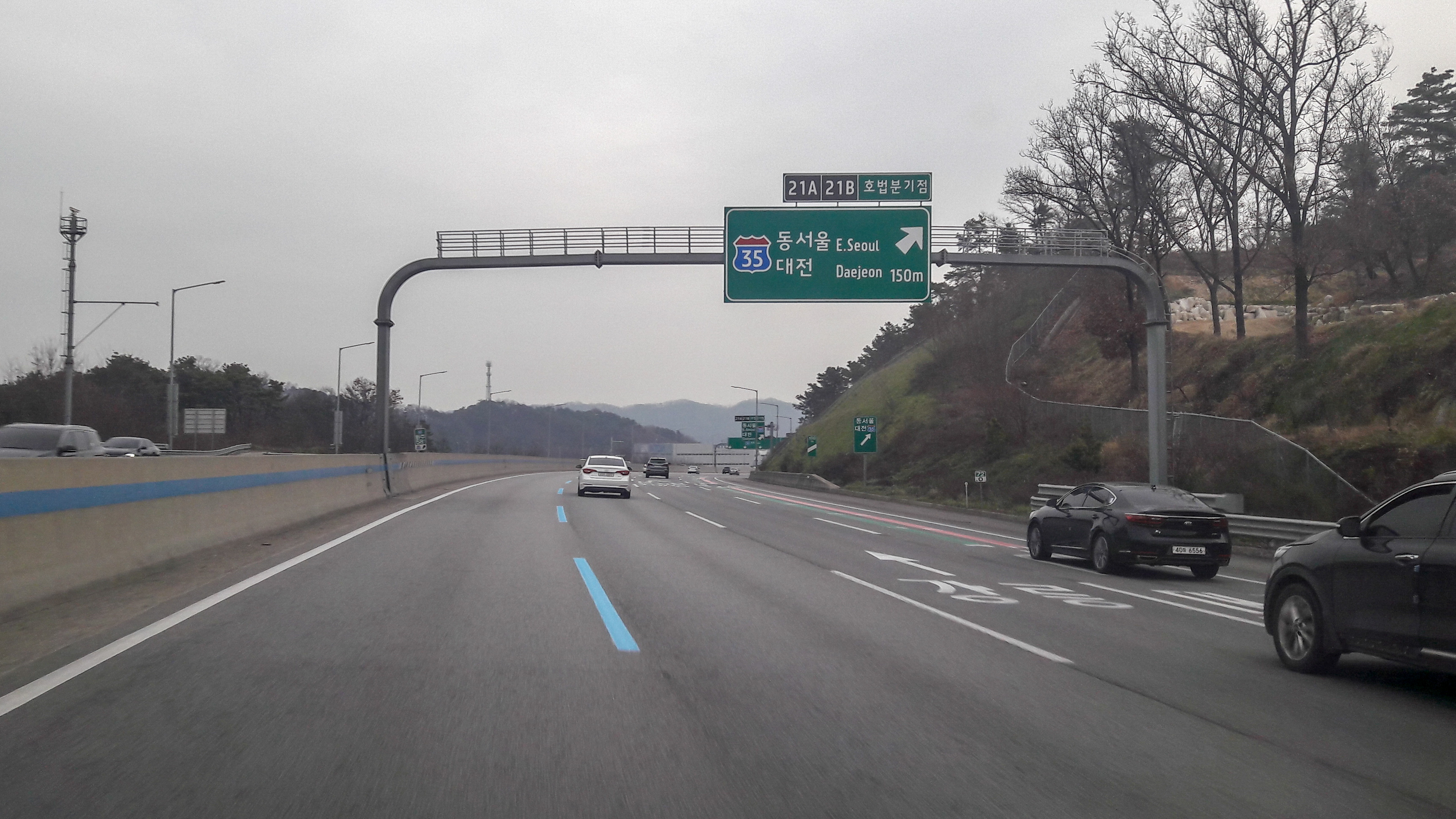
Biển báo đường cao tốc Yeongdong 150m (hướng xuống)
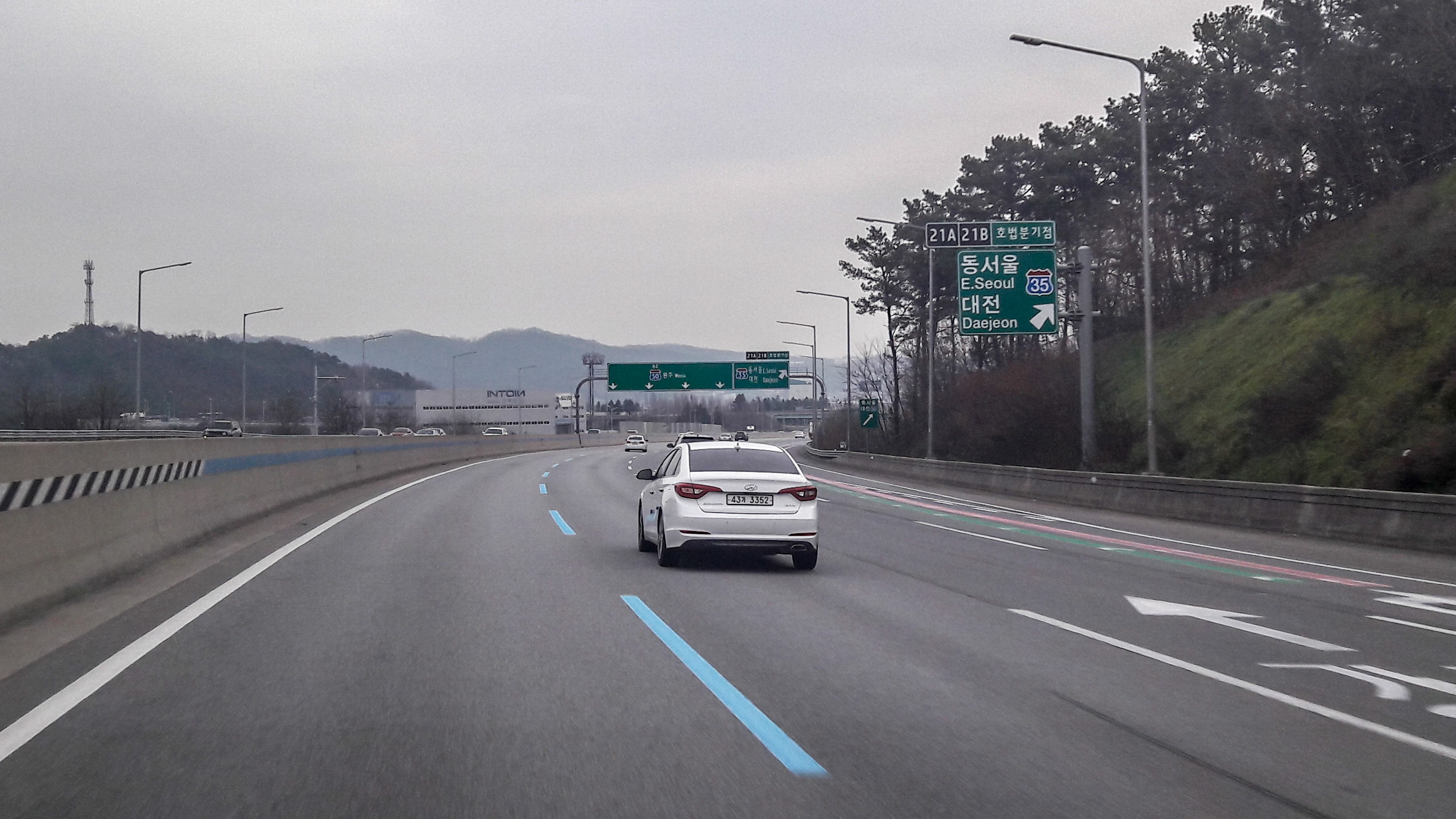
Biển báo đường cao tốc Yeongdong (hướng xuống)
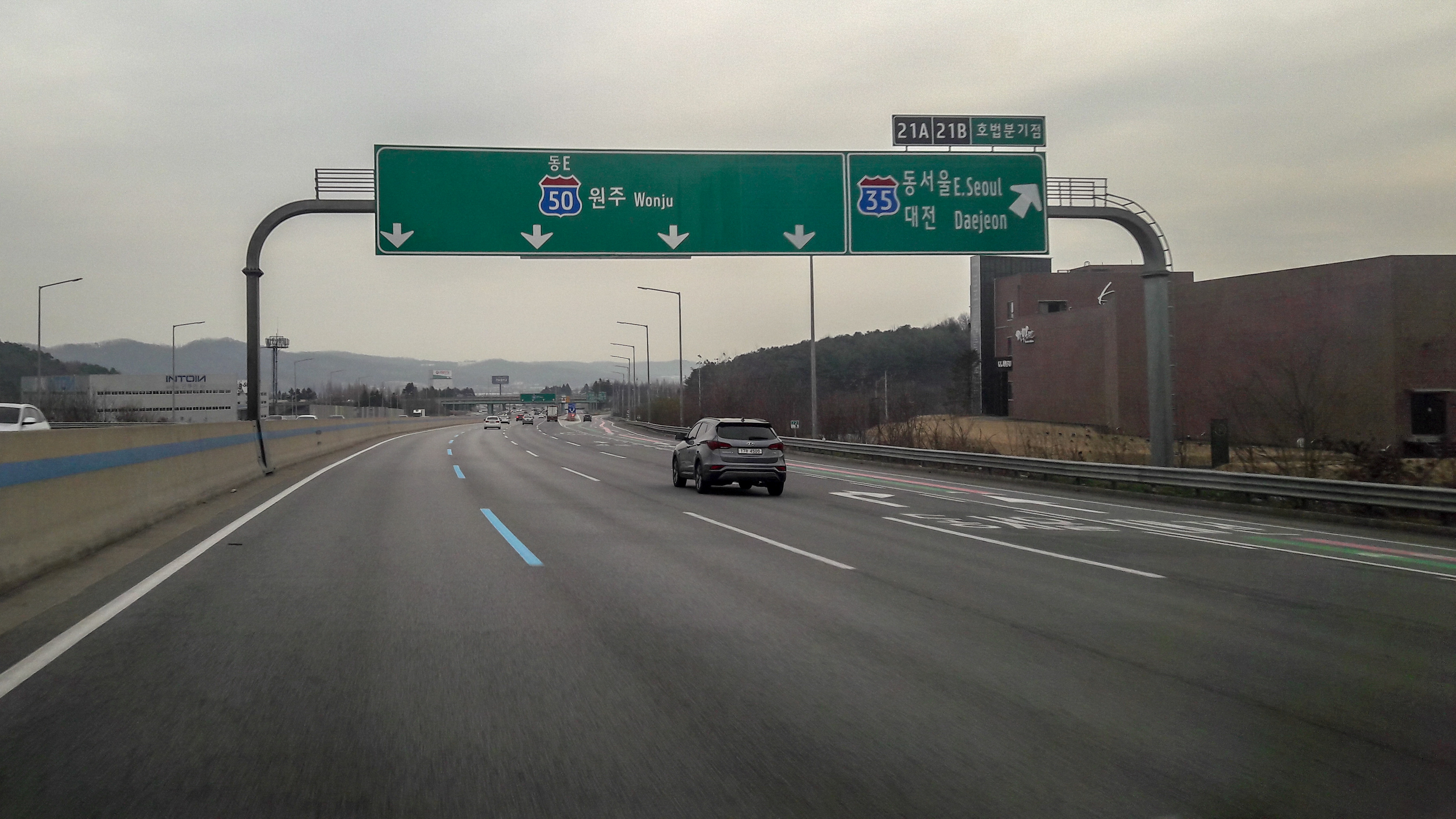
Biển báo đường cao tốc Yeongdong (hướng xuống)
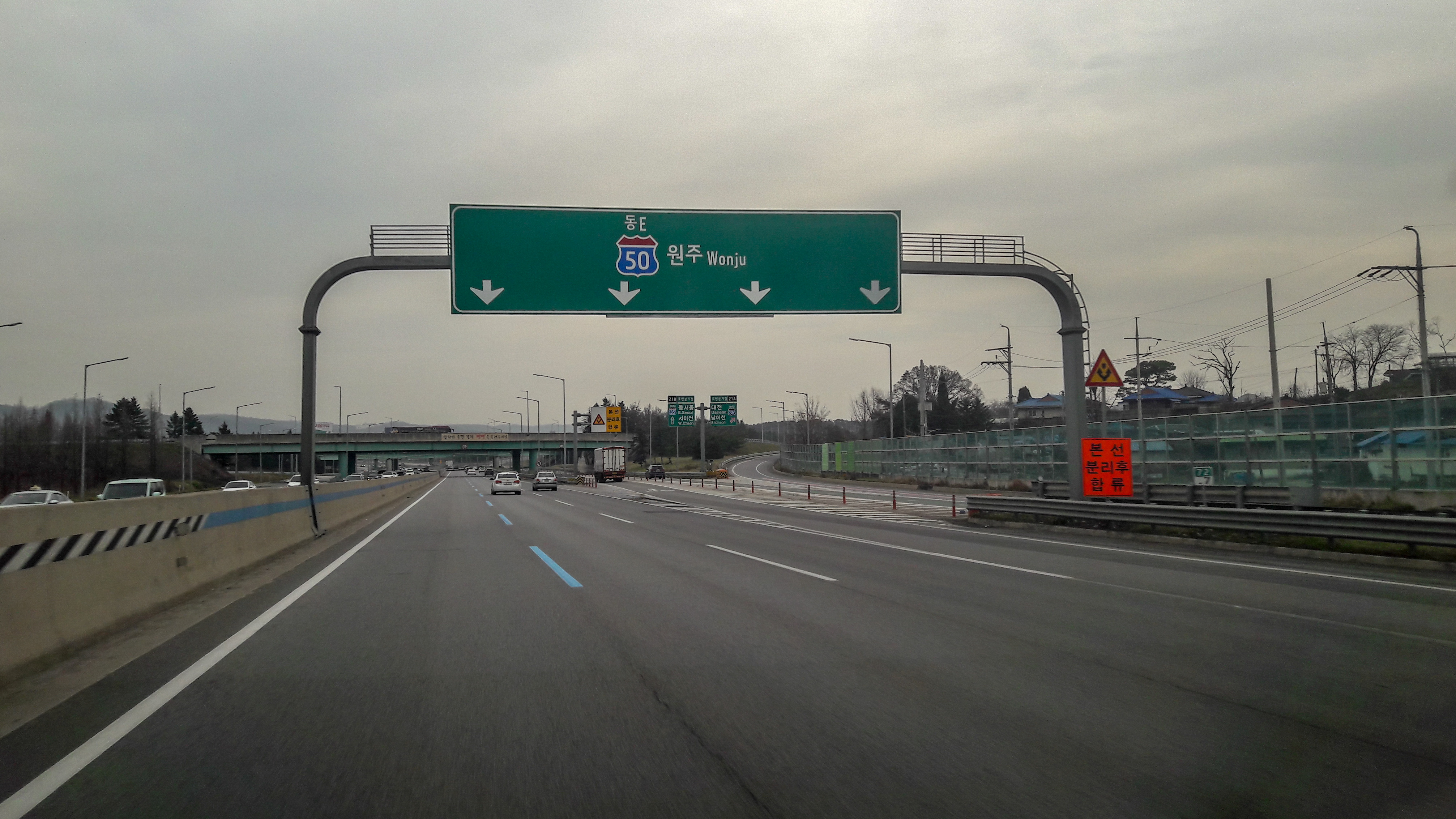
Biển báo đoạn đường nối đường cao tốc Yeongdong (hướng xuống)